# NGC 5045
NGC 5045 é um aglomerado aberto na direção da constelação de Centaurus. O objeto foi descoberto pelo astrônomo John Herschel em 1835, usando um telescópio refletor com abertura de 18,6 polegadas. 